# زمستان سرزمین عجایب
زمستان سرزمین عجایب (انگلیسی: Frosty's Winter Wonderland) یک پویانمایی خیال‌پردازی آمریکایی مخصوص کودکان است که در سال ۱۹۷۶ تولید شد.